# 山本修 (レースクイーン)
山本 修（やまもと しゅう、1977年2月6日 - ）は、神奈川県出身のイベントコンパニオン、元レースクイーンである。スタイルコーポレーションに所属していた。

## 出演

### レースクイーン
- 2005年：スーパー耐久「extorr cafe」
- 2006年：フォーミュラ・ニッポン「Team RECKLESS CERMO」

### イベント
- NetWorld+Interop Tokyo2005・Intelブース（2005年6月）
- 東京ゲームショウ・TECMOブース（2005年9月）
- 東京モーターショー・HONDAブース（2005年10月）
- 東京オートサロン「モータースポーツチャレンジ」（2006年1月）
- Oracle Open World Tokyo2006・TISブース（2006年3月）
- 東京オートサロン・GOODYEARブース（2008年1月）

### CM
- サッポロビール
- mods hair（ユニリーバ・ジャパン）

### テレビ番組
- 逸品刑事（JCN東京西）
- 恋するペット（J：COMさいたま）
- テレミン体操で元気だミン!（横浜ケーブルビジョン）